# Джабриды
Джабриды (араб. الجبريون ,الدولة الجبرية, или الجبور‎) — династия, находившаяся у власти в восточной части Аравийского полуострова в XV—XVI веках, члены которой представляли собой выходцев из племенного союза бани-халид.
Наиболее известный Джабрид — Аджвад ибн Замиль, скончавшийся в 1507 году. Согласно описанию современников, он родился в Неджде. Именно его старший брат положил начало династии в начале XV века, свергнув и убив последнего монарха из династии Джарванидов в Эль-Катифе. В период наивысшего могущества Джабриды контролировали всё побережье Персидского залива, на котором проживали арабы, в том числе Бахрейн, и постоянно участвовали в походах в центральную часть полуострова и в Оман. Один современный учёный назвал Аджвада ибн Замиля «королём Эль-Хасы и Катифа и вождём недждцев». После смерти территорию королевства разделили его потомки, в том числе его гипотетический внук Мукрин ибн Замиль, в руки которого перешли Эль-Хаса, Катиф и Бахрейн. Он погиб на территории последнего в 1521 году, пытаясь остановить наступление португальцев.
Вскоре после вторжения в Эль-Хасу племенного союза мунтафик, проживавшего в районе Басры, и османов королевство распалось. Лишь одна ветвь династии продолжала находиться у власти в Омане в течение последующих трёхсот лет. Отсутствуют точные данные, согласно которым возможно было бы установить, какая судьба постигла Джабридов, находившихся за пределами Омана. Согласно одному мнению, они переселились в Ирак, согласно другому мнению, ассимилировались с племенем джубур, вошедшем в союз бани-халид, пришедший к власти на полуострове после свержения Джабридов.